# Сорадиле
Сорадѝле (на италиански и на сардински: Sorradile) е село и община в Южна Италия, провинция Ористано, автономен регион и остров Сардиния. Разположено е на 350 m надморска височина. Населението на общината е 402 души (към 2010 г.).